# Eupithecia dissertata
Eupithecia dissertata là một loài bướm đêm trong họ Geometridae.